# Aloysius Paul D'Souza
Aloysius Paul D 'Souza (Konkani: अलोय्सिउस डी सोझा सोझा (Devanagari), ಆಲೋಯ್ಸಿಉಸ್ ಪುಲ್ ದ ಒಜ (Kannada); Agrar, 21 de junho de 1941) é um clérigo indiano e um emérito de Bishop Católico Romano de Mangalore.
Aloysius Paul D'Souza foi ordenado sacerdote em 3 de dezembro de 1966.
Em 11 de janeiro de 1996, o Papa João Paulo II o nomeou Bispo Titular de Dura e Bispo Auxiliar de Mangalore. O Bispo de Mangalore, Basílio Salvadore D'Souza, o consagrou em 15 de maio do mesmo ano. Co-consagradores foram Alphonsus Mathias, Arcebispo de Bangalore, e Patrick Paul D'Souza, Bispo de Varanasi. Em 8 de novembro de 1996 foi nomeado Bispo de Mangalore.
O Papa Francisco aceitou sua aposentadoria em 3 de julho de 2018.